# Атички грчки
Атички грчки је грчки дијалект древне регије Атика, укључујући и полис Атину. Често називан класични грчки, вековима је био престижни дијалект грчког света и остаје стандардни облик језика који се учи у проучавању старогрчког. Као основа хеленистичког Коине дијалекта, најсличнији је од свих античких дијалеката каснијим облицима грчког језика. Атички се традиционално класификује као члан или сестрински дијалект јонске гране.

## Порекло и распрострањеност
Грчки језик је главни члан хеленске гране индоевропске језичке породице. У давним временима, грчки је већ постојао у неколико дијалеката, од којих је један био атички. Најранији потврђени записи грчког, који датирају од 16. до 11. века пре нове ере, писани су на линеару Б, архаичном систему писања који су користили микенски Грци за записивање свог језика; верује се да је разлика између источног и западног грчког настала у микенско доба или раније. Микенски грчки представља рани облик источног грчког, групи којој припада и атички. Каснија грчка књижевност писала је о три главна дијалекта: еолском, дорском и јонском; атички је био део јонске дијалекатске групе. „Стари атички“ се користи за дијалект Тукидида (460–400. п. н. е.) и драматичара Атине из 5. века п. н. е., док се „нови атички“ користи за језик каснијих писаца, конвенционално након доласка на престо краљевства Египта грчког говорника Птолемеја II 285. п. н. е. Владајући из Александрије, Птолемеј је покренуо александријски период, током којег су град Александрија и његови исељени грчки учењаци цветали.
Првобитни опсег говорног атичког дијалекта обухватао је Атику и бројна егејска острва; блиско сродни јонски такође се говорио дуж западне и северозападне обале Мале Азије у данашњој Турској, на Халкидикију, Тракији, Еубеји и у неким колонијама Велике Грчке. На крају, текстови књижевног атичког дијалекта су се увелико проучавали далеко изван своје домовине: прво у класичним цивилизацијама Медитерана, укључујући и древни Рим и шири хеленистички свет, а касније и у муслиманском свету, Европи и другим деловима света које су те цивилизације додирнуле.

## Књижевност
Најранија грчка књижевност, која се приписује Хомеру и датира из 8. или 7. века пре нове ере, написана је на „старом јонском“, а не на атичком дијалекту. Атина и њен дијалект остали су релативно непознати све до успостављања атинске демократије након Солонових реформи у 6. веку пре нове ере; тако је почео класични период, период великог атинског утицаја како у Грчкој, тако и широм Медитерана.
Прва обимна књижевна дела на атичком дијалекту су драме драматичара Есхила, Софокла, Еурипида и Аристофана из 5. века пре нове ере. Војни подвизи Атињана довели су до неких универзално читаних и цењених историјских дела, као што су дела Тукидида и Ксенофонта. Нешто мање познати, јер су техничкији и правни, су говори Антифонта, Демостена, Лисије, Исократа и многих других. Атички грчки филозофа Платона (427–347. п. н. е.) и његовог ученика Аристотела (384–322. п. н. е.) датира из периода преласка између класичног атичког и коине дијалекта.
Студенти који уче старогрчки обично почињу са атичким дијалектом и настављају, у зависности од својих интересовања, на каснији коине Новог завета и других раних хришћанских списа, на ранији хомерски грчки Хомера и Хесиода, или на савремени јонски грчки Херодота и Хипократа.

## Алфабет
Атички грчки, као и други дијалекти, првобитно је писан локалном варијантом грчког алфабета. Према класификацији архајских грчких алфабета, коју је увео Адолф Кирхоф, староатички систем припада „источном“ или „плавом“ типу, јер користи слова Ψ и Χ са њиховим класичним вредностима ( и ), за разлику од „западних“ или „црвених“ алфабета, који су користили Χ за  и изражавали  са Ψ. У другим аспектима, стари атички дели многе карактеристике са суседним еубејским алфабетом (који је „западни“ у Кирхофовој класификацији). Као и потоњи, користио је варијанту ламбде у облику слова L (Шаблон:GrGl) и варијанту сигме у облику слова S (Шаблон:GrGl). Није имао симболе за сугласнике кси (Ξ) за  и пси (Ψ) за , изражавајући ове звучне комбинације са ΧΣ и ΦΣ. Штавише, као и већина других грчких дијалеката на копну, атички још није користио омегу (Ω) и ету (Η) за дуге самогласнике  и . Уместо тога, изражавао је самогласничке фонеме  словом Ο (које одговара класичном Ο, ΟΥ, Ω) и  словом Ε (које одговара Ε, ΕΙ, и Η у каснијој класичној ортографији). Осим тога, слово Η се користило као хета, са сугласничком вредношћу , а не вокалном вредношћу .
У 5. веку, атинско писмо је постепено прелазило са овог локалног система на шире коришћени јонски алфабет, пореклом са источних егејских острва и Мале Азије. До краја 5. века, истовремена употреба елемената јонског система са традиционалним локалним алфабетом постала је уобичајена у приватном писању, а 403. п. н. е. је донета уредба да се јавно писање пребаци на нову јонску ортографију, као део реформе након Тридесеторице тирана. Овај нови систем, назван и „Еуклидов алфабет“, по имену архонта Еуклида, који је надгледао одлуку, требало је да постане класични грчки алфабет широм грчког говорног подручја. Класична дела атичке књижевности су потом пренета потомству у новом јонском правопису, и то је класична ортографија у којој се данас читају.

## Фонологија

### Самогласници

#### Дуго а
Протогрчко дуго ā → атичко дуго ē, али ā после e, i, r. ⁓ Јонско ē у свим позицијама. ⁓ Дорско и еолско ā у свим позицијама.
- Протогрчко и дорско mātēr → атичко mētēr "мајка"
- Атичко chōrā ⁓ јонско chōrē "место", "земља"

Међутим, протогрчко ā → атичко ē после w (дигама), избрисано до класичног периода.
- Протогрчко korwā[6] → рано атичко–јонско *korwē → атичко korē (јонско kourē)

#### Кратко а
Протогрчко ă → атичко ě. ⁓ Дорско: ă остаје.
- Дорско Artamis ⁓ атичко Artemis

#### Сонорантске групе
Компензаторно дужење самогласника пре групе соноранта (r, l, n, m, w, понекад y) и s, након брисања s. ⁓ неки еолски: компензаторно дужење соноранта.
Прото-индоевропски VsR или VRs → атичко–јонско–дорско–беотијско VVR.
VsR или VRs → лезбијско–тесалијско VRR.
- Прото-индоевропски *es-mi (атематски глагол) → атичко–јонско ēmi (εἰμί) ⁓ лезбијско–тесалијско emmi "ја сам"

#### Ипсилон
Протогрчко и других дијалеката  (енглески food) постало је атичко  (изговара се као немачко ü, француско u) и представљено је са y у латинској транслитерацији грчких имена.
- Беотијско kourios ⁓ атичко kyrios "господар"

У дифтонзима eu и au, ипсилон је наставио да се изговара .

#### Контракција
Атички дијалект има више контракција од јонског.
a + e → дуго ā.
- nika-e → nikā "победи (ти)!"

e + e → ē (пише се ει: лажни дифтонг).
- ПИЕ *trey-es → Протогрчки trees → Атички trēs = (τρεῖς), "три"

e + o → ō (пише се ου: лажни дифтонг).
- рано *genes-os → јонско geneos → атичко genous "врсте" (генитив једнине: латински generis, са r из ротацизма)

#### Скраћивање самогласника
Атичко ē (из ē-степена индоевропског аблаута или протогрчког ā) понекад се скраћује на e:
1. када га прати кратак самогласник, са дужењем кратког самогласника (квантитативна метатеза): ēo → eō
2. када га прати дуги самогласник: ēō → eō
3. када га прате u и s: ēus → eus (Остофов закон):

- basilēos → basileōs "краља" (генитив једнине)
- basilēōn → basileōn (генитив множине)
- basilēusi → basileusi (датив множине)

#### Хифереза
Атички дијалект брише један од два узастопна самогласника, што се назива хифереза (ὑφαίρεσις).
- Хомерско boē-tho-os → атичко boēthos "који трчи на позив у помоћ", "помоћник у борби"

### Сугласници

#### Палатализација
ПИЕ *ky или *chy → Протогрчки ts (палатализација) → атичко и еубејско јонско tt — кикладско/анатолијско јонско и коине ss.
- Протогрчки *glōkh-ya → атичко glōtta — источно јонско glōssa "језик"

Понекад, протогрчко *ty и *tw → атичко и еубејско јонско tt — кикладско/анатолијско јонско и коине ss.
- ПИЕ *kwetwores → атичко tettares — источно јонско tesseres, "четири" (латински quattuor)

Протогрчко и дорско t пре i или y → атичко–јонско s (палатализација).
- Дорско ti-the-nti → атичко tithēsi = (τίθεισι) "он ставља" (компензаторно дужење e → ē = лажни дифтонг (ει))

#### Скраћивањеss
Дорско, еолско, рано атичко–јонско ss → класично атичко s.
- ПИЕ *medh-yos → хомерско (μέσσος), messos ("палатализација") → атичко (μέσος), mesos ("средина")
- Хомерско (ἐτέλεσσα) → атичко (ἐτέλεσα), "извршио сам (обред)"
- Протогрчки *podsi → хомерско (ποσσί) → атичко (ποσί), "пешице"
- Протогрчки *hopot-yos → дијалекатски (ὁπόσσος) → атичко (ὁπόσος)

#### Губљењеw
Протогрчко w (дигама) изгубљено је у атичком дијалекту пре историјских времена.
- Протогрчко korwā → атичко korē, "девојка"[9]

#### Задржавањеh
Атички дијалект је задржао протогрчко h- (од дебукализације прото-индоевропског почетног s- или y-), али су га неки други дијалекти изгубили (псилоза, "скидање", "деаспирација").
- Прото-индоевропски *si-sta-mes → атичко histamen — критско istamen, "ми стојимо"

#### Покретноn
Атичко–јонски дијалект ставља n (покретно ни) на крај неких речи које би се иначе завршавале самогласником, ако следећа реч почиње самогласником, да би се спречио хијатус (два самогласника заредом). Покретно ни се такође може користити да се кратак слог претвори у дуг слог за употребу у метрици.
- pāsin élegon, "свима су говорили", наспрам pāsi legousi
- pāsi(n), датив множине од "сви"
- legousi(n), "они говоре" (треће лице множине, презент индикатива активног)
- elege(n), "он је говорио" (треће лице једнине, имперфекат индикатива активног)
- titheisi(n), "он ставља", "прави" (треће лице једнине, презент индикатива активног: атематски глагол)

#### Rr уместо rs.
Атички и еубејски јонски користе rr у речима, док кикладски и анатолски јонски користе rs:
- Атичко (χερρόνησος) → источно јонско (χερσόνησος), "полуострво"
- Атичко (ἄρρην) → источно јонско (ἄρσην), "мушки"
- Атичко (θάρρος) → источно јонско (θάρσος), "храброст"

#### Атички замењује јонско-σσса-ττ
Атички и еубејски јонски користе tt, док кикладски и анатолски јонски користе ss:
- Атичко (γλῶττα) → источно јонско (γλῶσσα), "језик"
- Атичко (πράττειν) → источно јонско (πράσσειν), "чинити, радити"
- Атичко (θάλαττα) → источно јонско (θάλασσα), "море"[10]

## Морфологија
- Атички дијалект тежи да замени суфикс -ter "вршилац радње" са -tes: dikastes уместо dikaster "судија".
- Атички придевски завршетак -eios и одговарајући завршетак именице, оба са два слога и дифтонгом ei, стоје уместо ēios, са три слога, у другим дијалектима: politeia, критско politēia, "устав", оба из politewia, чије w је испуштено.

## Граматика
Граматика атичког грчког у великој мери прати граматику старогрчког језика. Референце на атичку граматику обично се односе на особености и изузетке из старогрчке граматике. Овај одељак помиње само неке од тих особености.

### Број
Поред једнине и множине, атички грчки је имао и двојину (дуал). Коришћена је за бројање тачно две ствари и била је присутна као инфлексија у именицама, придевима, заменицама и глаголима (тј. у свим категоријама које се мењају по броју). Атички грчки је био последњи дијалект који је задржао двојину из старијих облика грчког, а двојина је изумрла до краја 5. века пре нове ере. Поред тога, у атичком грчком, сви субјекти у множини средњег рода увек узимају глаголе у једнини.

### Деклинација
Што се тиче деклинације, основа је део речи на који се додају падежни наставци. У алфа или првој деклинацији женског рода, основа се завршава на дуго a, што је паралелно са латинском првом деклинацијом. У атичко–јонском, основни самогласник се променио у ē у једнини, осим (само у атичком) после e, i или r. На пример, одговарајући облици номинатива, генитива, датива и акузатива једнине су γνώμη (gnome), γνώμης (gnomes), γνώμῃ (gnome(i)), γνώμην (gnomen), "мишљење"; али θεᾱ́ (thea), θεᾶς (theas), θεᾷ (thea(i)), θεᾱ́ν (thean), "богиња".
Множина је иста у оба случаја, gnomai и theai, али су друге звучне промене биле важније у њеном формирању. На пример, првобитно -as у номинативу множине замењено је дифтонгом -ai, који се није променио из a у e. У неколико именица мушког рода на a-основу, генитив једнине прати другу деклинацију: stratiotēs, stratiotou, stratiotēi, итд.
У омикрон или другој деклинацији, углавном мушког рода (али са неким именицама женског рода), основа се завршава на o или e, која се састоји од корена плус тематског самогласника, o или e у индоевропској аблаут серији, паралелно са сличним формацијама глагола. То је еквивалент латинске друге деклинације. Алтернација грчког -os и латинског -us у номинативу једнине позната је читаоцима грчког и латинског.
У атичком грчком, првобитни генитивни завршетак једнине *-osyo након губљења s (као у другим дијалектима) продужава основни самогласник o у лажни дифтонг -ou (види горе под Фонологија, Самогласници): logos "реч" logou од *logosyo "речи". Датив множине атичко–јонског имао је -oisi, што се појављује у раном атичком, али се касније поједностављује у -ois: anthropois "људима".

## Класични атички
Класични атички се може односити или на варијанте атичког грчког које су се говориле и писале грчким мајускулом у 5–4. веку пре нове ере (класични атички) или на хеленистичко- и римско-доба стандардизовани атички грчки, углавном заснован на језику атичких говорника и писан грчким унцијалом.
Атички замењује јонско -σσ са -ττ:
- Атичко (γλῶττα) → јонско (γλῶσσα), "језик"
- Атичко (πράττειν) → јонско (πράσσειν), "чинити, радити, правити"
- Атичко (θάλαττα) → јонско (θάλασσα), "море"

### Варијанте
- Народни и песнички дијалект Аристофана.
- Дијалект Тукидида (мешавина старог атичког са неологизмима).
- Дијалект и ортографија старих атичких натписа на атичком алфабету пре 403. п. н. е.; Тукидидова ортографија је слична.
- Конвенционализовани и песнички дијалект атичких трагичара, помешан са епским и јонским грчким и коришћен у епизодама (у хорским одама користи се конвенционални дорски грчки).
- Формални атички дијалект атичких говорника, Платона,[13] Ксенофонта и Аристотела, који су имитирали атицисти или нео-атички писци, и који се сматра добрим или стандардним атичким.